# Narosodes punctana
Narosodes punctana là một loài bướm đêm thuộc phân họ Arctiinae, họ Erebidae.